# Dipoena ira
Dipoena ira är en spindelart som beskrevs av Claude Lévi 1963. Dipoena ira ingår i släktet Dipoena och familjen klotspindlar. Inga underarter finns listade i Catalogue of Life.